# Гершевич, Николай Моисеевич
Николай Моисеевич Гершевич (15 октября 1902 года, Томск — 22 октября 1982 года, Москва) — советский военный деятель, Полковник (1938 год).

## Начальная биография
Николай Моисеевич Гершевич родился 15 октября 1902 года в Томске.

## Военная служба

### Гражданская войны
Во время Гражданской войны до 1919 года жил в Харбине и в декабре того же года был призван в ряды РККА, после чего был назначен на должность писаря в 7-й военный госпиталь, находившийся в Томске. С мая 1920 года служил в составе 88-й бригады 30-й стрелковой дивизии на должностях переписчика, курсанта бригадной артиллерийской школы, политрука роты 262-го стрелкового полка и «культурника» бригадного лазарета. В составе дивизии осенью 1920 года принимал участие в боевых действиях на Южном фронте против войск под командованием генерала П. Н. Врангеля, в том числе в ходе Перекопско-Чонгарской операции и в боевых действиях в районе Джанкоя, Бахчисарая и Феодосии, а с декабря 1920 по март 1921 года — в боевых действиях против войск под командованием Н. И. Махно на Украине. В мае того же года был демобилизован.

### Межвоенное время
В июне 1921 года Гершевич был вновь призван в ряды РККА, после чего был назначен на должность переписчика штаба Томского территориального полкового округа, в сентябре 1922 года — на должность делопроизводителя и старшего делопроизводителя, в декабре — на должность адъютанта штаба коммунистических частей (штаб ЧОН) Томской губернии, в апреле 1923 года — на должность помощника начальника строевого отдела штаба ЧОН.
С октября 1923 года служил в войсках ОГПУ (НКВД) на должностях политрука 81-го отдельного дивизиона особого назначения, в феврале 1925 года — на должность помощника коменданта по политической части 2-го пограничного отряда, в апреле 1926 года — на должность инструктора по политической работе 46-го пограничного отряда, в октябре — на должность помощника коменданта по политической части 57-го Хабаровского пограничного отряда, а в марте 1927 года — на должность инструктора и старшего инструктора по политической работе 58-го кавалерийского пограничного отряда.
В сентябре 1930 года Гершевич был направлен на учёбу в Высшую пограничную школу ОГПУ, по окончании которой в сентябре 1931 года был оставлен служить в этой же школе, где исполнял должности преподавателя тактики, помощника начальника курса и командира дивизиона.
В мае 1935 года был направлен на учёбу в Военную академию имени М. В. Фрунзе, после окончания которой в ноябре 1938 года был назначен на должность старшего преподавателя кафедры автобронетанковых войск этой же академии.

### Великая Отечественная война
С началом войны Гершевич находился на прежней должности. В апреле 1942 года был назначен на должность начальника курса академии, в октябре — на должность начальника курса на Высших стрелково-тактических курсах «Выстрел», в августе 1943 года — на должность начальника штаба, а с сентября исполнял должность командира 95-го стрелкового корпуса (Уральский военный округ). С октября того же года корпус принимал участие в ходе Гомельско-Речицкой и Калинковичско-Мозырской наступательных операций.
В июле 1944 года был назначен на должность заместителя командира, а в августе исполнял должность командира 11-го стрелкового корпуса, который принимал участие в ходе Львовско-Сандомирской наступательной операции. В декабре того же года был назначен на должность командира 161-й стрелковой дивизии, которая принимала участие в ходе Западно-Карпатской, Моравско-Остравской и Пражской наступательных операций, а также при освобождении городов Новы-Сонч, Прешов, Кошице, Бардеев, Жилина и Моравска-Острава.

### Послевоенная карьера
В августе 1945 года полковник Николай Моисеевич Гершевич находился в резерве Ставки Верховного Главнокомандования, а затем был прикомандирован к Военной академии имени М. В. Фрунзе. В январе 1946 года был назначен на должность начальника курса Офицерской школы штабной службы Красной Армии, а в январе 1947 года — на должность начальника 2-го факультета Военно-педагогического института.
Полковник Николай Моисеевич Гершевич в мае 1950 года вышел в запас. Умер 22 октября 1982 года в Москве.

## Награды
- Орден Ленина (21.02.1945);
- Два ордена Красного Знамени (03.11.1944, 1949);
- Орден Кутузова 2 степени (23.05.1945);
- Два ордена Отечественной войны 1 степени (31.01.1944, 29.09.1944);
- Медали[1].